# Zanthoxylum lepidopteriphilum
Zanthoxylum lepidopteriphilum är en vinruteväxtart som beskrevs av C. Reynel. Zanthoxylum lepidopteriphilum ingår i släktet Zanthoxylum och familjen vinruteväxter. Inga underarter finns listade i Catalogue of Life.